# Kraftwerk Mariveles
Das Kraftwerk Mariveles ist ein Kohlekraftwerk in der Stadtgemeinde Mariveles, Provinz Bataan, Philippinen, das am Eingang zur Bucht von Manila liegt. Direkt daneben befindet sich ein weiteres Kohlekraftwerk, das Kraftwerk Dinginin.
Mit der Errichtung des Kraftwerks wurde im Januar 2010 begonnen; es ging im Mai 2013 in Betrieb.

## Kraftwerksblöcke
Das Kraftwerk besteht gegenwärtig aus 2 Blöcken. Die folgende Tabelle gibt einen Überblick:
| Block | Max. Leistung (MW) | Betriebsbeginn | Turbine | Generator | Dampfkessel |
| ----- | ------------------ | -------------- | ------- | --------- | ----------- |
| 1     | 345                | 05.2013        |         |           |             |
| 2     | 345                | 05.2013        |         |           |             |

Die Nettoleistung der beiden Kraftwerksblöcke liegt bei jeweils 316 MW. Im Februar 2021 musste der Block 1 aufgrund eines Schadens am Dampfkessel ungeplant heruntergefahren und vom Netz genommen werden.

## Eigentümer
Das Kraftwerk ist im Besitz von GNPower Mariveles und wird auch von GNPower Mariveles betrieben. Aboitiz Power Corp. erwarb 2016 einen Anteil von 66,1 % an GNPower Mariveles. Im Jahr 2019 übernahm Aboitiz Power Anteile an der AA Thermal Inc. und erhöhte dadurch seinen Anteil an GNPower Mariveles.